# Jem i Hologramy
Jem i Hologramy (ang. Jem and the Holograms) – amerykański serial animowany zrealizowany w latach 1985-1988. Produkcją serialu zajęły się firmy Hasbro Inc., Marvel Comics, Sunbow Productions Inc oraz japońskie przedsiębiorstwo Toei Animation. Postać Jem stworzyła amerykańska pisarka Christy Marx.

## Historia
Jerrica jest młodą dziewczyną. Niespodziewanie osierocona, musi walczyć o utrzymanie wpływów w założonej przez ojca firmie płytowej Starlight Music. Ojciec pozostawił jej w spadku komputer holograficzny, nazwany przez niego Synergy. Dzięki niemu Jerrica otrzymuje kolczyki z mikroprojektorem, dzięki którym może zmienić się w gwiazdę sceny – Jem. Wraz ze swą grupą, The Holograms (pl. Hologramy), staje do walki przeciwko faworytkom przeciwników: bezwzględną grupą muzyczną The Misfits (pl. Wyrzutki). Jerrica aby przemienić się w Jem dotyka dłońmi swoich kolczyków, wypowiadając słowa: "Projekcja, Synergy!" (Showtime, Synergy!), zaś by odwrócić ten proces: "Koniec projekcji, Synergy!" (Show's over, Synergy).

## Postacie
- The Holograms
  - Jem/Jerrica Benton – wokalistka i liderka The Holograms. Dzięki komputerowi Synergy przemienia się w Jem, jednak o jej podwójnej tożsamości wiedzą tylko przyjaciółki i siostra. Jako Jerrica Benton prowadzi dom dla sierot. Głosu Jerrice i Jem w oryginale użyczyła amerykańska aktorka Samantha Newark, a piosenki zaśpiewała piosenkarka Britta Phillips.
  - Kimber Benton – młodsza siostra Jerrici. W The Holograms gra na instrumentach klawiszowych i syntezatorach, a także śpiewa w chórkach oraz pisze teksty piosenek dla Jem. Romantyczna i bardzo wybuchowa. Trochę zazdrości starszej siostrze medialnego rozgłosu. Głosu Kimber w oryginale użyczyła Cathianne Blore.
  - Aja Leith – gitarzystka The Holograms, śpiewa też w chórkach. Azjatka. Została jako pierwsza adoptowana przez Jacqui i Emmetta Bentonów, rodziców Jerrici. Miłośniczka sportu. Jest dziewczyną Craiga Phillipsa, brata Mary "Stormer" z The Misfits. Głosu Aji w oryginale również użyczyła Cathianne Blore.
  - Shana Elmsford – perkusistka The Holograms, śpiewa również w chórkach. Afro-Amerykanka i kolejna dziewczyna adoptowana przez Bentonów. Jest dosyć nieśmiała, ale przyjacielska. Projektuje stroje dla Jem i The Holograms. Na jakiś czas opuściła zespół z powodu błędnego przekonania, iż pozostałe dziewczyny chcą jej odejścia, żeby mogła rozpocząć karierę jako projektantka kostiumów dla aktorki Liz Stratton, jednak pod wpływem egoistycznego zachowania i nieuzasadnionych żądań gwiazdy wróciła do The Holograms. Od tamtego czasu z powodu pojawienia się Rayi gra w grupie jako basistka. Głosu Shanie w oryginale użyczyła Cindy McGee.
  - Carmen "Raya" Alonso – druga perkusistka The Holograms, śpiewa również w chórkach. Latynoska. Spokojna i skromna. Dołącza do zespołu po odejściu Shany w wyniku konkursu talentów. Jest jedyną członkinią The Holograms pochodzącą z tradycyjnej rodziny i której rodzice żyją. Głosu Rayi w oryginale użyczyła Linda Dangcil.
- The Misfits
  - Phyllis "Pizzazz" Gabor – liderka i wokalistka The Misfits. Zepsuta i drażliwa. Matka opuściła ją, gdy była małym dzieckiem, zaś ojciec starał się jej to rekompensować, spełniając wszystkie jej zachcianki. Jeśli coś idzie nie po jej myśli, dostaje ataków wściekłości. Nienawidzi Jem i jej zespołu. Głosu Pizzazz w oryginale użyczyła Patricia Alice Albrecht, zaś piosenki zaśpiewała Ellen Bernfield.
  - Roxanne "Roxy" Pellegrini – basistka The Misfits, śpiewa również w chórkach. Wywodzi się z nizin społecznych. Była analfabetką dopóki jedna z wychowanek Starlight House, Ba Nee, nie podarowała jej dziecięcej książeczki do nauki czytania. Nienawidzi Jem prawie tak bardzo jak Pizzazz. Głosu Roxy w oryginale użyczyła Bobbi Block, znana bardziej jako Samantha Paris.
  - Mary "Stormer" Phillips – gra na instrumentach klawiszowych i śpiewa w chórkach The Misfits. Jest kompozytorką piosenek zespołu, chociaż nigdy się o tym nie wspomina. Najłagodniejsza z całego zespołu, dobroduszna, przez co bywa popychadłem dla pozostałych dziewczyn. W późniejszych odcinkach zaprzyjaźnia się z Kimber, która – podobnie jak ona – czuje się niedoceniana. Głosu Stormer w oryginale użyczyła Susan Blu.
  - Sheila "Jetta" Burns – gra na saksofonie oraz śpiewa w chórkach. Dołącza do zespołu po tym, jak Stormer wypatrzyła ją w obskurnym klubie. Zarozumiała, patologiczna kłamczyni, wykwalifikowany kieszonkowiec. Pochodzi z Hull w Anglii, z biednej rodziny. Mimo to opowiada nowo poznanym osobom o swoich rzekomych ścisłych powiązaniach z rodziną królewską. Głosu Jetcie w oryginalnej wersji użyczyła Louise Dorsey.
- The Stingers – nowa grupa, zaprezentowana w 3. sezonie
  - Rory "Riot" Llewelyn – wokalista The Stingers. Jego ojciec, oficer wojskowy, stosował wobec niego silny rygor. Nie pozwalał mu na rozwijanie talentu muzycznego, gdyż uważał to za oznakę słabości. By wyrwać się spod wpływów ojca, Riot wstąpił do wojska, jednak uciekł do Niemiec, gdzie spotkał Minx i Rapture. Tam założyli grupę The Stingers. Jest uroczy, ale arogancki i pewny siebie. Żąda szacunku od pozostałych członków zespołu oraz fanów. Głosu Riotowi w oryginale użyczył Townsend Coleman, zaś piosenki zaśpiewał Gordon Grody.
  - Phoebe "Rapture" Ashe – wokalistka i gitarzystka The Stingers. Interesuje się okultyzmem i wykorzystuje tę wiedzę do różnych celów. Mimo egocentryzmu i arogancji jest inteligentna i szybko myśli, co daje jej szerokie możliwości tuszowania swoich oszustw. Mimo to zależy jej na członkach zespołu. Głosu Rapture w oryginale użyczyła Ellen Gerstel, zaś piosenki zaśpiewała Vicki Sue Robinson.
  - Ingrid "Minx" Krueger – kolejna wokalistka The Stingers, gra także na syntezatorze. Podobnie jak pozostali członkowie zespołu, jest arogancka i zainteresowana wyłącznie sobą, ale przyjmuje polecenia i rady Riota, gdyż uważa, że jest on człowiekiem z przyszłością. Jest sprytną manipulantką, a także uzdolnionym technikiem – umie czynić cuda przy pomocy dowolnego komputera czy syntezatora. Głosu Minx w oryginale użyczyła Kath Soucie, a piosenki zaśpiewała Vicki Sue Robinson.
- Inne postacie
  - Eric Raymond – czarny charakter, manager i twórca grupy muzycznej The Misfits. Chciwy manipulant, jednak mimo nieuczciwości nie można mu odmówić inteligencji i bystrości. Za wszelką cenę próbuje zniszczyć Jem. Po śmierci ojca Jerrici przejął Starlight Music, jednak tylko do czasu zwycięstwa Jem w konkursie zespołów. Później dzięki pieniądzom ojca Pizzazz założył konkurencyjną wytwórnię Misfits Music, później przemianowaną na Stingers Music po pojawieniu się zespołu The Stingers. Głosu Ericowi w oryginale użyczył Charlie Adler.
  - Synergy – specjalnie zaprojektowany komputer holograficzny, który tworzy realistyczne hologramy. Dzięki niej Jerrica może przemieniać się w Jem. Synergy zaprojektowana została przez ojca Jerrici na wzór i podobieństwo jego zmarłej żony Jacqui. Głosu Synergy w oryginale użyczyła Marlene Aragorn.
  - Rio Pacheco – przyjaciel z dzieciństwa i chłopak Jerrici Benton oraz manager zespołu The Holograms. Kocha Jerricę, jednak bardzo pociąga go Jem. Nie wie on jednak, że Jem i Jerrica to jedna i ta sama osoba. Głosu Rio w oryginale użyczył Michael Sheehan.
  - Techrat – geniusz techniczny i dziwak, odnoszący się do maszyn lepiej niż do ludzi (z wyjątkiem obeznanej w zagadnieniach technicznych Minx). Jako tajna broń Erica wymyśla różne gadżety, które mogą być wykorzystane przeciwko Jem i The Holograms. Głosu tej postaci w oryginale użyczył Charlie Adler.
  - Zipper – niezbyt błyskotliwy pomocnik Techrata, specjalista od sabotażu i "brudnej roboty". Odpowiedzialny za podpalenie Starlight House. Głosu Zipperowi użyczył w oryginalnej wersji Charlie Adler.
  - Vivien "Video" Montgomery – utalentowana młoda reżyserka, która tworzy wideoklipy dla Jem i The Holograms. Głosu tej postaci w oryginale użyczyła Noelle North.
  - Constance "Clash" Montgomery – kuzynka Video, groupie The Misfits, tytułująca się ich największą fanką. Jej pseudonim pochodzi od miniaturowych talerzy, które nosi na nadgarstkach, by zwracać na siebie uwagę. Jest mistrzynią kamuflażu i zwykle pracuje pod przykrywką dla The Misfits. Głosu Clash w oryginalnej wersji użyczyła Cathy Cavadini.
  - Pani Bailey – matka rodziny zastępczej w Starlight House. Głosu w oryginale użyczyła jej Hazel Shermet.
  - The Starlight Girls – miano nadane dziewczynkom, będącym podopiecznymi Starlight House. W przeciągu trzech serii pojawiają się:
    - Lela – pierwsze dziecko przygarnięte przez Bentonów po Ayi i Shanie. Tak jak wszystkie dziewczynki pomaga jako wolontariuszka w Fundacji Starlight. Gra na perkusji w zespole założonym przez nią wraz z Becky i Deidre. Na początku serialu ma 14 lat.
    - Becky – na początku serialu ma 13 lat. Gra na syntezatorze w zespole założonym przez siebie, Lelę i Deidre.
    - Delaree – na początku serialu ma 13 lat i jako jedna z najstarszych dziewcząt, wraz z Lelą i Becky, opiekuje się młodszymi wychowankami Starlight House. Mówi z lekkim akcentem południowym.
    - Ashley – uparta dziewczynka, która ma na sumieniu sporo pomniejszych przewinień. Początkowo przyjaźni się z The Misfits, jednak z czasem uświadamia sobie, że jedyną członkinią zespołu, której naprawdę zależy na niej, jest Stormer. Podobnie jak Shana, interesuje się projektowaniem strojów. Na początku serialu ma 12 lat.
    - Deidre – uczy się grać na gitarze oraz występuje w zespole założonym przez siebie, Lelę i Becky. Idolizuje Jem. Na początku serialu ma 12 lat.
    - Laura Holloway – została tymczasowo umieszczona w Starlight House przez państwo po śmierci rodziców, gdy miała 12 lat. Głęboko dotknięta tym zdarzeniem zamyka się w sobie i staje się silnie nieśmiała, mimo pomocy ze strony pozostałych Starlight Girls oraz Jerrici. Śpiewa i gra na gitarze akustycznej. Za sprawą Bobby'ego, dealera z miejscowej szkoły, próbuje narkotyków. Kiedy popada w uzależnienie, kradnie torebkę Jerrici, żeby zdobyć pieniądze na kolejne dawki. Jerrica jednak przyłapuje ją i skłania do podjęcia terapii.
    - Krissie – jedna z bardziej odpowiedzialnych dziewcząt w Starlight House. Interesuje się malarstwem. Na początku serialu ma 11 lat.
    - Anne – na początku serialu ma 11 lat.
    - Nancy – na początku serialu ma 10 lat.
    - JoEllen – na początku serialu ma 9 lat.
    - Marianne – na początku serialu ma 9 lat.
    - Ba Nee – urodziła się w Wietnamie, a do Stanów Zjednoczonych została przywieziona z wioski An Loc. Jej matka powiedziała, że ojcem dziewczynki był Amerykanin o rudych włosach. Ba Nee w wieku ośmiu lat zaczęła tracić wzrok. Jerrica potrzebowała jak najszybciej ukończyć film "Starbright", by otrzymać swoją gażę (250 tysięcy dolarów), dzięki której mogłaby opłacić operację dziewczynki. Gdy Ba Nee spotkała gitarzystę Randy'ego Jamesa, nabrała przekonania, iż jest jej zaginionym ojcem, mimo iż nie była to prawda. Widząc przygnębienie dziewczynki z powodu rodzica, Jerrica prosi Riota o wykorzystanie znajomości jego ojca, by go odnaleźć, co udaje się w finałowym odcinku. Na początku serialu ma 8 lat.
    - Terri – bojaźliwa dziewczynka, która wciąż odczuwa lęk przed ciemnością i strasznymi historiami. Na początku serialu ma 8 lat.

## Lista odcinków
Serial składa się z 65 odcinków podzielonych na trzy sezony:
- Sezon pierwszy:
  - 1) "Początek" ("The Beginning")
  - 2) "Katastrofa" ("Disaster")
  - 3) "Ucieczka Kimber" ("Kimber's Rebellion")
  - 4) "Frame Up"
  - 5) "Pojedynek zespołów" ("Battle of the Bands")
  - 6) "Starbright, Część 1: Falling Star"
  - 7) "Starbright, Część 2: Colliding Stars"
  - 8) "Starbright, Część 3: Rising Star"
  - 9) "Żeby nie było głodu na świecie"[2] ("The World Hunger Shindig")
  - 10) "Przygoda w Chinach"[2] ("Adventure in China")
  - 11) "Ostatni ośrodek narciarski" ("Last Resorts")
  - 12) "Konkurs mody" ("In Stitches")
  - 13) "Wielki konkurs zespołów rockowych!, Część 1" ("The Music Awards, Part 1")
  - 14) "Wielki konkurs zespołów rockowych!, Część 2" ("The Music Awards, Part 2")
  - 15) "Album mody rockowej" ("The Rock Fashion Book")
  - 16) "Czar Broadwayu" ("Broadway Magic")
  - 17) "In Search of the Stolen Album"
  - 18) "Zawody na Hawajach" ("Hot Time in Hawaii")
  - 19) "Księżniczka i piosenkarka" ("The Princess and the Singer")
  - 20) "Island of Deception"
  - 21) "Old Meets New"
  - 22) "Rodrigues at the Indy 500"
  - 23) "The Jem Jam, Part 1"
  - 24) "The Jem Jam, Part 2"
  - 25) "Culture Clash"
  - 26) "Glitter and Gold"
- Sezon Drugi
  - 27) "The Talent Search, Part 1"
  - 28) "The Talent Search, Part 2"
  - 29) "Scandal"
  - 30) "One Jem Too Many"
  - 31) "The Bands Break Up"
  - 32) "The Fan"
  - 33) "Fathers' Day"
  - 34) "The Treasure Hunt"
  - 35) "Aztec Enchantment"
  - 36) "Music Is Magic"
  - 37) "The Jazz Player"
  - 38) "Danse Time"
  - 39) "Roxy Rumbles"
  - 40) "Alone Again"
  - 41) "KJEM"
  - 42) "Trick or Techrat"
  - 43) "The Presidential Dilemma"
  - 44) "Rock 'n' Roll Express"
  - 45) "Mardi Gras"
  - 46) "The Middle of Nowhere"
  - 47) "Renaissance Woman"
  - 48) "Journey to Shangri-La"
  - 49) "Journey through Time"
  - 50) "Britrock"
  - 51) "Out of the Past"
  - 52) "Hollywood Jem, Part 1: For Your Consideration"
  - 53) "Hollywood Jem, Part 2: And the Winner Is..."
- Sezon Trzeci
  - 54) "The Stingers Hit Town, Part 1"
  - 55) "The Stingers Hit Town, Part 2"
  - 56) "Video Wars"
  - 57) "Beauty and the Rock Promoter"
  - 58) "Homeland, Heartland"
  - 59) "Midsummer Night's Madness"
  - 60) "The Day the Music Died"
  - 61) "That Old Houdini Magic"
  - 62) "Straight from the Heart"
  - 63) "A Change of Heart"
  - 64) "Riot's Hope"
  - 65) "A Father Should Be..."

## Wersja polska
Serial został wydany na VHS. Dystrybucja: ITI Home Video

## Film
Na podstawie serialu w 2015 roku powstał pełnometrażowy film Live-action o tym samym tytule.